# Čechy pod Kosířem
Čechy pod Kosířem är en ort i Tjeckien.   Den ligger i regionen Olomouc, i den östra delen av landet, 200 km öster om huvudstaden Prag. Čechy pod Kosířem ligger 277 meter över havet och antalet invånare är 982.
Terrängen runt Čechy pod Kosířem är platt söderut, men norrut är den kuperad. Terrängen runt Čechy pod Kosířem sluttar österut. Runt Čechy pod Kosířem är det ganska tätbefolkat, med 111 invånare per kvadratkilometer. Närmaste större samhälle är Olomouc, 16,2 km öster om Čechy pod Kosířem. Trakten runt Čechy pod Kosířem består till största delen av jordbruksmark.